# 賴因氏魮
賴因氏魮（学名：Labeobarbus reinii）為輻鰭魚綱鯉形目鯉科魮属的其中一個種。該物種被IUCN列為已灭绝類動物，分布於非洲摩洛哥，體長可達55公分。

## 扩展阅读
維基物種上的相關：賴因氏魮